# Fernando Villavicencio
Fernando Alcibiades Villavicencio Valencia (pronúncia espanhola: [feɾˈnando alsiˈβjaðes βiʝaβiˈsensjo βaˈlensja];Alausí, 11 de outubro de 1963 – Quito, 9 de agosto de 2023) foi um político, ativista e jornalista equatoriano candidato à presidência do Equador nas eleições gerais de 2023 na época de seu assassinato. Ele serviu como membro da Assembleia Nacional de 2017 até a dissolução do corpo legislativo em 17 de maio de 2023. Antes de sua carreira política, era conhecido por denunciar a Petroecuador e o governo de Rafael Correa.

## Vida pregressa
Villavicencio nasceu em Alausí, Equador. Estudou jornalismo e comunicação na Universidade Cooperativa da Colômbia. Foi casado com Verónica Sarauz, que conheceu enquanto trabalhava na Assembleia Nacional. Eles tiveram cinco filhos.
Após a faculdade, foi um dos fundadores do Partido Pachakutik em 1995. Ingressou na Petroecuador em 1996, primeiro como comunicador social e depois como sindicalista até 1999, quando foi demitido pelo governo de Jamil Mahuad. Aproveitando o assentamento após a demissão, abriu uma pizzaria com o irmão.

## Carreira no jornalismo
Villavicencio começou sua carreira jornalística no El Universo de Guayaquil. Durante sua carreira investigativa no El Universo, criticou vários governos, como o de Gustavo Noboa, a quem acusou de corrupção. A maior parte de seu trabalho foi criticada e sua credibilidade questionada devido ao financiamento conservador do jornal.

## Morte
Em 9 de agosto de 2023, Villavicencio foi baleado na cabeça ao entrar em um veículo logo após encerrar um comício de campanha em Quito. Ele tinha 59 anos. Seu assassinato ocorreu menos de duas semanas antes da eleição geral. O presidente Guillermo Lasso confirmou a morte de Villavicencio e disse que "o crime não ficará impune".